# Mölle
Pour les articles homonymes, voir Molle.
Mölle est une localité de Suède dans la commune de Höganäs. En 2010, 715 personnes y vivent.
La localité est connue pour son port pittoresque et son emplacement près de la réserve naturelle de Kullaberg. 
C'est, à l'origine, un village de pêcheurs. Le tourisme se développe dès la fin du XIXe siècle. Mölle est toujours une destination touristique populaire avec un triplement de la population pendant les mois d'été.  Son port, situé sur le détroit de Cattégat, propose des activités de pêche en mer, du sport nautique et des excursions touristiques le long de la côte.

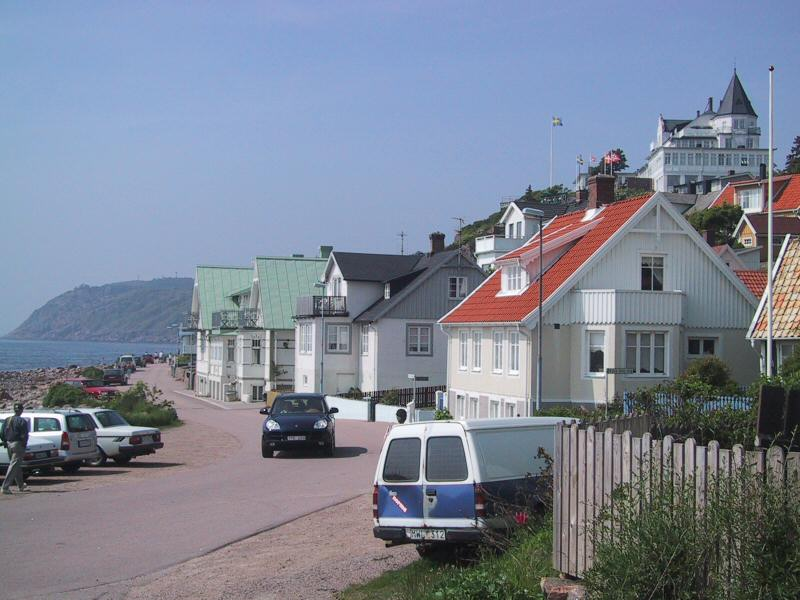
Mölle
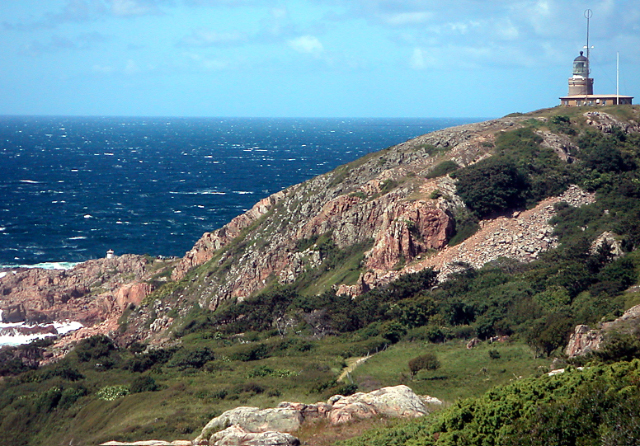
Phare à Kullaberg

## Personnalités
- Marianne Richter (1916-2010), artiste textile, décédée à Mölle